# The Nile Song
The Nile Song (dt.: Das Nil-Lied) ist ein Musikstück aus dem 1969 veröffentlichten Album More, dem Soundtrack zum dazugehörigen Film der britischen Musikgruppe Pink Floyd. Die Band spielte in der Besetzung David Gilmour (Gitarre und Gesang), Roger Waters (Bass) und Nick Mason (Schlagzeug). Der Keyboarder Richard Wright fehlt bei der Aufnahme. Es ist der zweite Titel des Albums und wurde gemeinsam mit dem musikalisch ähnlichen Ibiza-Bar als Single ausgekoppelt.
Das Stück, welches die Begegnung eines Mannes mit einer Frau am Nil schildert, ist für die Verhältnisse der Band ausgesprochen hart und kräftig instrumentiert und kann als ein Vorläufer des Heavy-Metal-Genres betrachtet werden.
The Nile Song wurde nach seiner Veröffentlichung nicht live gespielt und auch später nicht in das Programm der Band oder das der einzelnen Bandmitglieder auf deren Solotourneen aufgenommen; erst auf Konzerten von Nick Masons Saucerful Of Secrets (ab Mai 2018) wurde der Titel gespielt.
1993 wurde der Titel von der kanadischen Metalband Voivod auf deren Album The Outer Limits gecovert.